# Infinitesimo
In matematica gli infinitesimi sono delle entità numeriche infinitamente piccole, introdotte da Gottfried Leibniz che ne fece il fondamento del calcolo infinitesimale.
Gli infinitesimi permettono di risolvere in modo generale problemi come quello della velocità istantanea in fisica e quello della tangente a una curva in geometria, entrambe viste come rapporto tra infinitesimi, alias derivata.
Anche il problema del calcolo di aree con contorno curvilineo, ovvero dell'area sottesa al grafico di una funzione, si affronta con l'uso degli infinitesimi. L'area è infatti vista come la somma di infinite aree infinitesime, un procedimento di somma che ebbe il nome di integrale.
Gli infinitesimi davano però luogo a problemi logici e nel XIX secolo Augustin-Louis Cauchy e Karl Weierstrass rifondarono l'analisi matematica eliminandone ogni riferimento; derivate e integrali venivano così ad essere definiti come limiti e non come rapporti o somme di entità infinitesime.
Nella seconda metà del XX secolo gli infinitesimi sono stati recuperati, in una prospettiva rigorosa, da Abraham Robinson, nella formulazione di quella che lui chiamò analisi non standard.

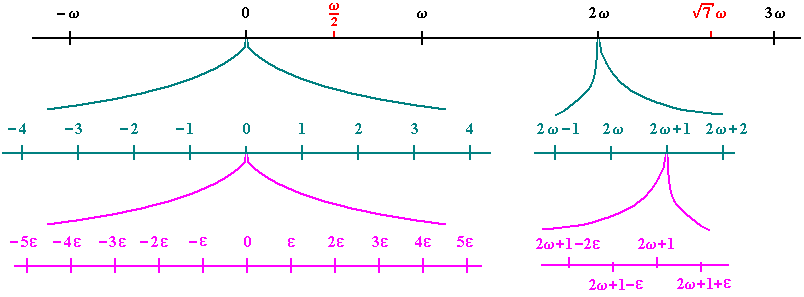
Infinitesimi (ε) e infiniti (ω) sulla linea dei numeri iperreali (ε = 1 / ω)

## Gli infinitesimi di Leibniz
Leibniz fonda il suo calcolo sugli infinitesimi un po' come la sua filosofia è fondata sulle monadi. Non dà però una definizione rigorosa di questi nuovi numeri e, pur nell'uso disinvolto, egli sembra oscillare tra una concezione attuale (gli infinitesimi sono enti matematici effettivi) e una potenziale (gli infinitesimi esprimono semplicemente un avvicinamento infinito allo zero), distinzione che risale ad Aristotele, il quale aveva per primo distinto l’infinito “attuale” (non esistente) dall’infinito “potenziale”. (Nel Novecento, anche i matematici seguaci dell’intuizionismo, contrariamente a quanto sostenuto dalla teoria degli insiemi di Georg Cantor, negheranno l’esistenza dell’infinito “attuale”).
Due proprietà sono chiare a Leibniz e sono alla base del suo calcolo:
1. gli infinitesimi sono minori di qualsiasi numero reale positivo eppure ancora maggiori di zero;
2. per gli infinitesimi valgono le ordinarie regole dell'algebra.

Su queste proprietà si basa il calcolo infinitesimale nella formulazione di Leibniz.

## Gli infinitesimi nell'analisi non standard di Robinson
In logica si dimostra (Teorema di compattezza) che se esiste un insieme infinito di proposizioni, nel quale ogni sottoinsieme finito contiene solo proposizioni vere in un insieme {\displaystyle U} (nel nostro caso {\displaystyle \mathbb {R} }), allora esiste un insieme non-standard {\displaystyle U^{*}} (in questo caso {\displaystyle \mathbb {R} ^{*}}) di elementi per i quali queste infinite proposizioni sono contemporaneamente vere.
Per esempio consideriamo il seguente insieme infinito di proposizioni relative all'insieme {\displaystyle \mathbb {R} } dei numeri reali.
{\displaystyle \exists x\in \mathbb {R} :0<x<1,}
{\displaystyle \exists x\in \mathbb {R} :0<x<{1 \over 2},}
{\displaystyle \exists x\in \mathbb {R} :0<x<{1 \over 3},}
{\displaystyle \qquad \vdots }
{\displaystyle \exists x\in \mathbb {R} :0<x<{1 \over n},}
{\displaystyle \qquad \vdots }
In {\displaystyle \mathbb {R} } queste proposizioni sono individualmente tutte vere, e questo vale anche per ogni insieme finito di proposizioni, ma non esiste alcun numero reale {\displaystyle x} per il quale siano contemporaneamente tutte vere. 
Il teorema di compattezza ci assicura però che esiste un insieme non-standard {\displaystyle \mathbb {R} ^{*}} che contiene elementi {\displaystyle dx} per i quali questo avviene, in altre parole per i quali è vera la proposizione universale:
{\displaystyle \exists \,dx\in \mathbb {R} ^{*}:\forall n\in N:0<dx<{1 \over n}.}
I {\displaystyle dx} di {\displaystyle \mathbb {R} ^{*}} altro non sono che gli infinitesimi di Leibniz, finalmente definiti in modo rigoroso. La somma di un numero reale e di un infinitesimo non è riducibile e prende il nome di numero iperreale.

## Il simbolo di infinitesimo
Come spesso avviene in matematica, esistono diversi simboli per rappresentare gli infinitesimi:
1. il simbolo di Leibniz: una {\displaystyle d} seguita dal nome della variabile {\displaystyle (x,y,z,\ldots )}; per esempio {\displaystyle dx}, {\displaystyle dy}, che si leggono de ics, de ipsilon;
2. il simbolo di Leibniz con il {\displaystyle \Delta } (delta) al posto della {\displaystyle d}: per esempio {\displaystyle \Delta x}, {\displaystyle \Delta y};
3. la lettera ε: simbolo usato nell'analisi non standard per analogia con il simbolo ε introdotto da Weierstrass per indicare numeri reali positivi piccoli a piacere (ma non infinitesimi);
4. il simbolo hype formato da due cerchietti concentrici, una sorta di doppio zero.